# Phytoecia scutellata
Phytoecia scutellata (син. Cardoria scutellata) је инсект из реда тврдокрилаца (Coleoptera) и фамилије стрижибуба (Cerambycidae). Припада потфамилији Lamiinae.

## Распрострањење и станиште
Распрострањена је у средњој и источној Европи, на Балканском полуострву, Кавказу и у Малој Азији. Ареал ове врсте се протеже од Чешке на северу, Аустрије на западу, Ирана на истоку и Турске на југу. У Србији је ова врсте ретко налажена, у Срему и Сјеници. Настањује топла степска станишта, а имага се могу наћи на биљкама хранитељкама.

## Опис
Phytoecia scutellata је дугaчка 7—14 mm. Тело је црно. Антене, глава и ноге су смеђе, покривене финим сивим длачицама. На првом чланку антена је јасан уздужни усек са спољашње стране. Пронотум је код оба пола попречан, код мужјака срцолик. Скутелум је изразито беле боје.

## Биологија и развиће
Имага су активна од марта до јуна. Најчешће се јавља у рано пролеће, већ крајем марта и почетком априла (када већина стрижибуба није активна), па је то вероватни разлог зашто нема више података о распрострањењеу ове врсте. Развиће ове врсте је слабо проучено, а извори наводе да се ларве хране врстом Falcaria vulgaris, гороцветом (Adonis vernalis) и врстама рода Reseda.

## Галерија
- бочни изглед
- изглед скутелума
- изглед првог чланка антене